# Đơn vị hành chính-lãnh thổ của Tả ngạn Dniester
Đơn vị hành chính-lãnh thổ của Tả ngạn sông Dniester (Transnistria) là một đơn vị hành chính chính thức của Moldova do Chính phủ Moldova thành lập để phân định lãnh thổ do Cộng hòa Moldova Pridnestrovia không được công nhận (thường được gọi là Transnistria) kiểm soát.

## Lịch sử
Sau khi Liên Xô tan rã vào năm 1991, Chiến tranh Transnistria nổ ra giữa Cộng hòa Moldova và nhà nước không được công nhận Cộng hòa Moldavia Pridnestrovian trên các lãnh thổ của Cộng hòa Xã hội chủ nghĩa Xô viết Moldavian trước đây. Kể từ khi chiến tranh kết thúc, đã có lãnh thổ do Moldova tuyên bố chủ quyền, nhưng do Cộng hòa Moldavian Pridnestrovian kiểm soát. Ngoài ra còn có lãnh thổ được tuyên bố chủ quyền bởi Cộng hòa Moldavian Pridnestrovian do Moldova kiểm soát.
Ngày 22 tháng 7 năm 2005, đơn vị lãnh thổ tự trị với tư cách pháp nhân đặc biệt được thành lập theo luật Moldova. Điều này được thực hiện như một phần của Kế hoạch Yushchenko nhằm tái hòa nhập Transnistria vào Moldova.

## Lãnh thổ
Lãnh thổ của các Đơn vị hành chính-lãnh thổ của Tả ngạn sông Dniester hầu hết trùng với lãnh thổ của Cộng hòa Moldavian Pridnestrovian (Transnistria), nhưng có hai điểm khác biệt quan trọng:
- Bender (Tighina) được bao gồm trong Cộng hòa Moldavian Pridnestrovia không được công nhận (thường được gọi là Transnistria), nhưng nó bị loại khỏi Đơn vị hành chính-lãnh thổ của Bờ trái Dniester và là một phần của khu vực lịch sử Bessarabia.
- Các lãnh thổ do Cộng hòa Moldavian Pridnestrovian tuyên bố chủ quyền nhưng do Moldova kiểm soát bị loại khỏi đơn vị lãnh thổ tự trị. Những lãnh thổ này bao gồm một phần của Quận Dubăsari, Quận Căușeni và Quận Anenii Noi.

### Khu định cư
Có 147 khu định cư ở Transnistria (khu định cư ở bờ đông sông Dniester): một đô thị, chín thị trấn, hai khu định cư là một phần của thị trấn, 69 làng (xã) và 135 khu định cư là một phần của làng (xã).

## Sự quản lý
Luật thiết lập các Đơn vị hành chính-lãnh thổ của Tả ngạn sông Dniester quy định rằng khu vực này sẽ bầu ra một Hội đồng tối cao trên cơ sở bầu cử tự do, minh bạch và dân chủ. Sau đó, Hội đồng Tối cao nên thông qua Luật Cơ bản để chính thức thành lập các cơ quan hành pháp của khu vực. Khu vực này có quyền sử dụng các biểu tượng của riêng mình để sử dụng cùng với các biểu tượng quốc gia của Moldova. Các ngôn ngữ chính thức của khu vực là tiếng Romania theo hệ chữ Latinh, tiếng Nga và tiếng Ukraina. Khu vực này sẽ có thể thiết lập quan hệ với các quốc gia khác vì các mục đích kinh tế, kỹ thuật, khoa học và nhân đạo.